# Litsea glaberrima
Litsea glaberrima là loài thực vật có hoa trong họ Nguyệt quế. Loài này được (Thwaites) Trimen miêu tả khoa học đầu tiên năm 1885.